# Azzedine Azzouzi
Azzedine Azzouzi, född 20 september 1947, är en algerisk friidrottare. Han deltog vid olympiska sommarspelen 1972.